# Szabina Szűcs
Szabina Szűcs (* 4. Februar 2002) ist eine ungarische Leichtathletin, die sich auf den Dreisprung spezialisiert hat und auch im Siebenkampf an den Start geht.

## Sportliche Laufbahn
Erste internationale Erfahrungen sammelte Szabina Szűcs im Jahr 2018, als sie bei den U18-Europameisterschaften in Győr mit 5299 Punkten den achten Platz im Siebenkampf belegte. Im Jahr darauf erreichte sie dann beim Europäischen Olympischen Jugendfestival in Baku mit 4787 Punkten Rang 16. 2021 erreichte sie bei den U20-Europameisterschaften in Tallin mit 5399 Punkten Rang zwölf im Siebenkampf und anschließend gewann sie bei den U20-Weltmeisterschaften in Nairobi mit 5674 Punkten die Bronzemedaille. 2023 belegte sie bei den U23-Europameisterschaften in Espoo mit 5709 Punkten den achten Platz und anschließend wurde sie bei den World University Games in Chengdu mit 5660 Punkten Neunte. Im Jahr darauf erreichte sie bei den Hallenweltmeisterschaften in Glasgow mit 4219 Punkten Rang zehn im Fünfkampf. Im Juni wurde sie bei den Europameisterschaften in Rom mit 5965 Punkten 16. im Siebenkampf. 2025 wurde sie bei den Hallenweltmeisterschaften in Nanjing mit 4438 Punkten Sechste im Fünfkampf und im Juli gewann sie bei den World University Games in Bochum mit 6081 Punkten die Silbermedaille hinter der Irin Kate O’Connor.
2020 wurde Szűcs ungarische Meisterin im Dreisprung im Freien und auch in der Halle. 2021 und 2022 siegte sie im Siebenkampf und 2022 und 2024 wurde sie Hallenmeisterin im Fünfkampf.

## Persönliche Bestleistungen
- Dreisprung: 12,98 m (+0,3 m/s), 8. August 2018 in Budapest
- Siebenkampf: 6081 Punkte, 24. Juli 2025 in Bochum
  - Fünfkampf (Halle): 4588 Punkte, 11. Februar 2024 in Budapest